# Zarrendorf
Zarrendorf település Németországban, Mecklenburg-Elő-Pomeránia tartományban. Lakosainak száma 1123 fő (2023. december 31.).

## Népesség
A település népességének változása:
| Lakosok száma | 1105 | 1106 | 1129 | 1121 | 1123 |
|               | 2017 | 2019 | 2021 | 2022 | 2023 |